# Batalla de Masoller
La batalla de Masoller va tenir lloc l'1 de setembre de 1904, essent l'últim conflicte armat de la Guerra Gran, la qual va suposar un canvi dràstic en la història de l'Uruguai del segle xix. Els militants del Partit Colorado van derrotar novament a les forces del conservador Partit Nacional, també coneguts com els blancos.

## Ubicació i antecedents
Masoller és una localitat del nord de l'Uruguai, ubicada a pocs quilòmetres de la frontera amb el Brasil. La proximitat amb la frontera brasilera va ser un factor significatiu, i determinant, per al resultat final de la batalla. El líder i cabdill dels blancos Aparicio Saravia va ser ferit mortalment i va haver de fugir cap a territori brasiler. Els victoriosos colorados no van voler perseguir a Saravia perquè la seva intenció era mantenir el conflicte dintre del país. Tanmateix, en mantenir la batalla en territori uruguaià s'evitaven possibles enfrontaments i desavinences amb el govern del Brasil. Mentrestant, Saravia va morir finalment el 10 de setembre de 1904 a l'exili.
La batalla de Masoller també va marcar la consolidació política de la presidència del liberal José Batlle y Ordóñez, representant i figura clau dels colorados i del batllisme.

## Commemoració
En setembre de 2018 es va inaugurar un monument al militar Aparicio Saravia, amb un acte on es van concentrar líders i militants del partit blanc. La ubicació del monument és a la vora de la ruta 30 a pocs metres de la població de Masoller.

## Ficció
L'escriptor argentí, fill de mare uruguaiana, Jorge Luis Borges, va parlar de la batalla de Masoller en la seva obra La otra muerte. Aquesta història, pertanyent a la col·lecció El Aleph, tracta d'un home, Pedro Damián, la vida del qual sembla la d'un covard que va fugir dels tirs per a protegir la seva vida. Pedro Damián va viure com un ermità fins a la seva mort, quaranta anys després. Durant el transcurs de la història, el narrador s'adona que aquest conte s'ha convertit en la història d'un heroi que mor a Masoller el 1904.
La otra muerte assenyala la relació entre present i història i la pregunta de com un fet particular i simple pot canviar d'acord amb diferents punts de vista, una quantitat infinita de cops. Com a característica general, Borges va elegir per aquesta història un event militar determinant en la història de l'Uruguai del segle xx. Algunes interpretacions històriques consideren que la condició estable del país respecte al continent va ser el resultat de les iniciatives de Batlle y Ordóñez i del Partit Colorado.